# Sthenias burmanensis
Sthenias burmanensis là một loài bọ cánh cứng trong họ Cerambycidae.